# Hugh Douglas Hamilton
Hugh Douglas Hamilton (ur. ok. 1740 roku w Dublinie, zm. 10 lutego 1808 tamże) – irlandzki malarz, portrecista. 
Hamilton urodził się przy Crow Street w Dublinie. Jego ojciec zajmował się robieniem peruk. Sztuki uczył się od Roberta Westa. W drugiej połowie osiemnastego wieku przeniósł się do Londynu, gdzie malował portrety członków rodziny królewskiej, polityków i różnych osobistości. W 1779 wyjechał do Włoch, gdzie został przez kolejne 12 lat. Żył w Rzymie, ale okazjonalnie odwiedzał Florencję. Po namowach Johna Flaxmana przeszedł na malarstwo olejne. W tym okresie namalował m.in. portet Karola Edwarda Stuarta. W 1791 roku powrócił do Dublina i tam pozostał do śmierci.